# Kutuzowo
Kutuzowo (ros. Кутузово; hist. niem. Schirwindt, pol. Szyrwinta, lit. Širvinta) – niezamieszkane osiedle w Rosji, w obwodzie królewieckim, dawne miasto. Miejscowość położona jest przy samej granicy z Litwą, nad rzeką Szyrwintą u jej połączenia z Szeszupą, naprzeciw litewskiego Władysławowa. Najbliższe rosyjskie miasto to Niestierow.

## Historia

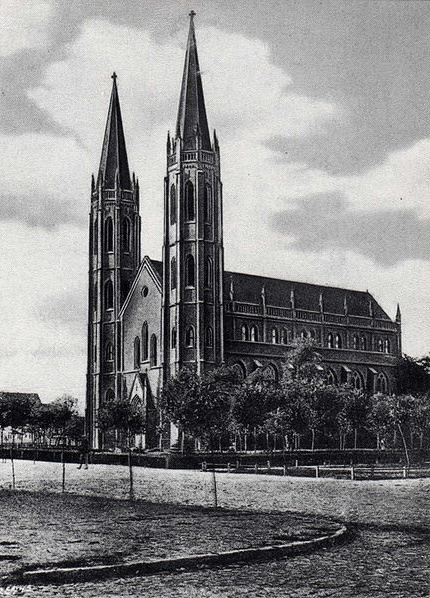
Dawny kościół

Prawa miejskie miejscowość otrzymała w 1725 roku od króla Fryderyka Wilhelma I Pruskiego.
Od 1818 roku miasto należało do Prus Wschodnich (Ostpreußen), do rejencji gąbińskiej (Regierungsbezirk Gumbinnen), powiatu Pillkallen (Kreis Pillkallen; 1938-1945 Kreis Schloßberg). Do wybuchu II wojny światowej było to najdalej na wschód wysunięte miasto niemieckie.
Podczas II wojny światowej znajdował się tu niemiecki obóz jeniecki Oflag 60. Po wojnie miasto zniszczone. Jest to jedyne miasto Europy, którego nie odbudowano po II wojnie światowej. W 1947 miejscowość przemianowano na Kutuzowo na cześć generała Michaiła Kutuzowa.